# Robe (ort)
Robe är en ort i Australien. Den ligger i kommunen Robe och delstaten South Australia, omkring 270 kilometer sydost om delstatshuvudstaden Adelaide. Antalet invånare är 700.
Trakten runt Robe är nära nog obefolkad, med mindre än två invånare per kvadratkilometer.. Det finns inga andra samhällen i närheten. 
Trakten runt Robe består till största delen av jordbruksmark. Genomsnittlig årsnederbörd är 750 millimeter. Den regnigaste månaden är juli, med i genomsnitt 128 mm nederbörd, och den torraste är februari, med 17 mm nederbörd.